# 9 Pułk Piechoty (PSZ)
9 Pułk Piechoty (9 pp) – oddział piechoty Wojska Polskiego we Francji.

## Formowanie i zmiany organizacyjne
Formowanie pułku rozpoczęto 15 maja 1940 roku w pobliżu obozu Coetquidan w Bretanii, w składzie 3 Dywizji Piechoty. Formowany 9 pułk piechoty nie osiągnął pełnych stanów osobowych i nie otrzymał też uzbrojenia. 23 maja 1940 roku z I batalionu pułku wydzielono kompanię przeciwpancerną nr 9, po wyposażeniu we francuskich ośrodkach szkoleniowych została przydzielona do francuskiej 241 Rezerwowej Dywizji Piechoty. Na mocy decyzji Naczelnego Wodza z 4 czerwca 1940 roku 3 Dywizja Piechoty została przeformowana w „lekką dywizję piechoty” w składzie dwóch pułków piechoty. Oznaczało to rozwiązanie 9 pułku piechoty, co nastąpiło w dniach 4-12 czerwca 1940 roku. Oficerami i podoficerami uzupełniono kompletowany 7 pp, natomiast wcielonych wcześniej poborowych przekazano do 8 pp.

## Żołnierze pułku
- Dowódca pułku - ppłk Marian Wieroński[4]
- Szef sztabu - mjr dypl. Marian Chodacki[4]
- Dowódca I batalionu - ppłk dypl. Hipolit Słabicki[4]
- Dowódca II batalionu - mjr Stanisław Czerwonka[4]
- Dowódca III batalionu - mjr Karol Complak[4]